# اسکلپ
اسکلپ (به ترکی استانبولی: İskilip) شهری است در کشور ترکیه که در استان چوروم واقع شده‌است. جمعیت این شهر بر اساس سرشماری سال ۲۰۰۸ میلادی ۲۰٬۲۵۱ نفر و بر اساس برآوردهای سال ۲۰۰۹ میلادی ۱۹٬۷۲۰ نفر می‌باشد.این شهر در فاصله ی ۱۶۰ کیلومتری آنکارا پایتخت ترکیه و در کرانه غربی رود قزل ایرماق قرار دارد.
اسکلپ محل تولد احمد پکر کشتی گیر ترک است.